# Нюньйоа
Нюньйоа (ісп. Ñuñoa) — комуна в Чилі. Одна з міських комун міста Сантьяго. Входить до складу провінції Сантьяго і Столичного регіону.

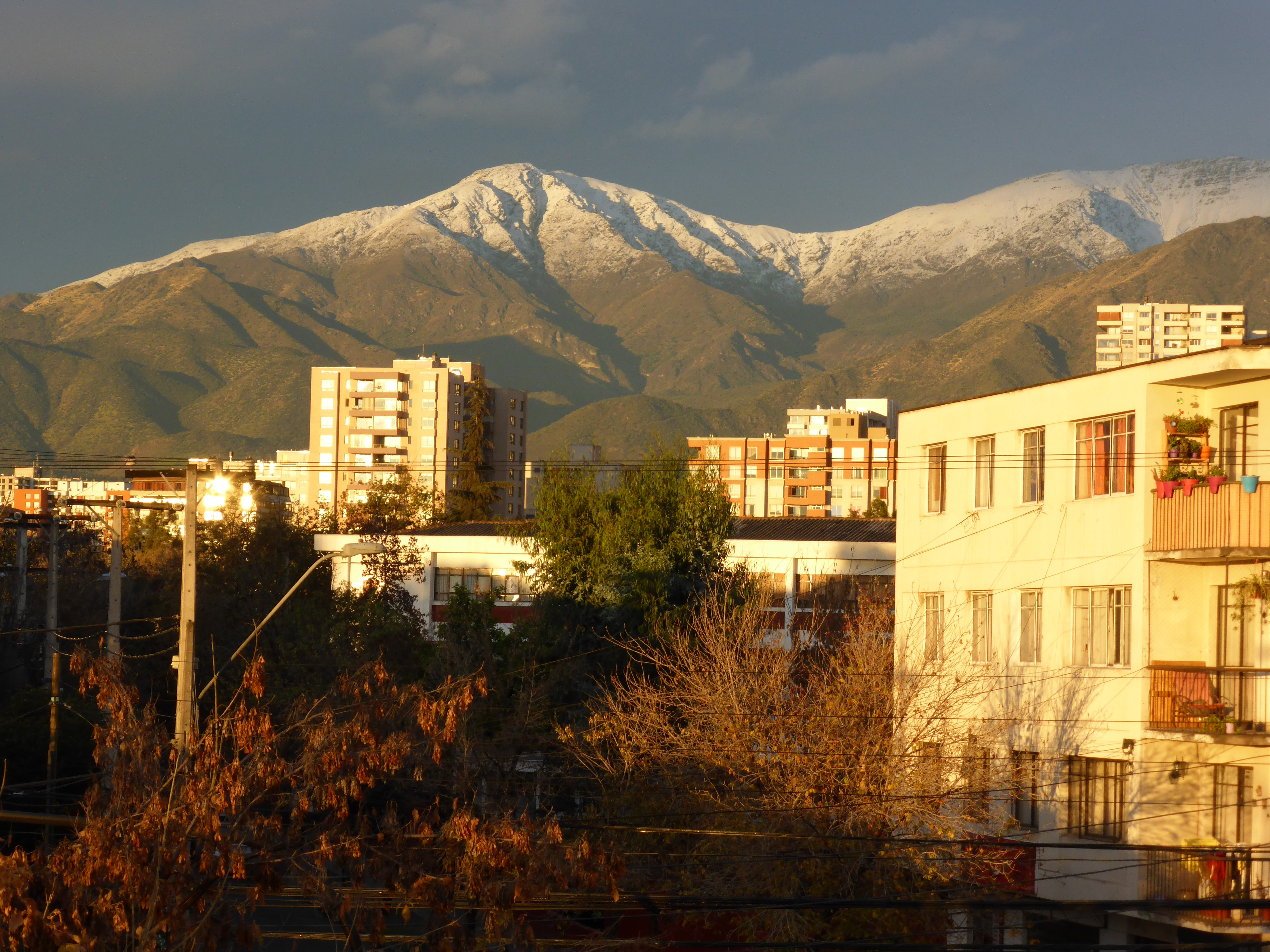
Вигляд з проспекту Педро-де-Вальдивія

Територія — 16,9 км². Чисельність населення — 208 237 жителів (2017). Щільність населення — 13321,7 чол./км². 

## Розташування
Комуна розташована на сході міста Сантьяго.
Комуна межує:
- на півночі - з комуною Провіденсія
- на сході — з комунами Ла-Рейна, Пеньялолен
- на півдні - з комуною Макуль
- на заході — з комунами Сантьяго, Сан-Хоакін